# Gastromicans
Gastromicans  (лат.) — род аранеоморфных пауков из подсемейства Dendryphantinae в семействе пауков-скакунов (Salticidae). Все виды этого рода распространены в странах Латинской Америки.

## Виды
- Gastromicans albopilosa (Simon, 1903) — Бразилия, Парагвай
- Gastromicans hondurensis (Peckham & Peckham, 1896) — Гватемала, Гондурас
- Gastromicans levispina (F. O. P-Cambridge, 1901) — Панама
- Gastromicans noxiosa (Simon, 1886) — Боливия
- Gastromicans tesselata (C. L. Koch, 1846) — Бразилия
- Gastromicans vigens (Peckham & Peckham, 1901) — Боливия, Аргентина